# وسترلی، هلند جنوبی
وسترلی (به هلندی: Westerlee) یک منطقهٔ مسکونی در هلند است که در وستلاند واقع شده‌است. وسترلی ۰٫۲۶ کیلومتر مربع مساحت و ۸۰ نفر جمعیت دارد.